# Алоїс Йозеф фон Моло
Алоїс Йозеф Ріттер фон Моло (нім. Alois Josef Ritter von Molo; 13 березня 1881, Шробенгаузен — 19 вересня 1943, Штутгарт) — німецький воєначальник, генерал-лейтенант вермахту.

## Біографія
Син власника аптеки Ернста Ріттера фон Моло. 13 липня 1900 року вступив в Прусську армію, служив в піхоті. Учасник Першої світової війни. Після демобілізації армії залишений в рейхсвері. 31 березня 1933 року звільнений у відставку, проте наступного дня повернувся в армію як цивільний службовець і очолив призовний пункт в Штутгарті. 1 жовтня 1933 року повернувся на дійсну службу і очолив 2-й військовий район Штутгарта. З 14 серпня по 24 вересня 1938 року — начальник військового штабу Лінца. 9 січня 1939 року переданий в розпорядження головнокомандувача сухопутних військ і відряджений в штаб 17-го армійського корпусу.
З 1 вересня 1939 року — командир офіцерського курсу військового училища у Вінер-Нойштадті. З 25 жовтня 1939 року — командир 444-ї дивізії особливого призначення (з 15 березня 1941 року — 444-та дивізія охорони). 1 квітня 1941 року відправлений в резерв. 19 січня 1942 року відряджений в штаб 17-го військового округу. 31 серпня 1942 року звільнений у відставку. Наступного дня переданий в розпорядження сухорпутних військ для особливих доручень, проте більше не отримав призначень. Помер в 2-му резервному лазареті в Штутгарті.

## Звання
- Фанен-юнкер (13 липня 1900)
- Фенріх (25 лютого 1901; патент від 16 лютого 1901)
- Лейтенант (27 січня 1902; патент від 27 січня 1901)
- Оберлейтенант (22 березня 1910)
- Гауптман (5 вересня 1914)
- Майор (1 жовтня 1923)
- Оберстлейтенант (1 квітня 1929)
- Оберст (1 лютого 1932)
- Генерал-майор запасу (31 березня 1933)
- Генерал-майор (1 квітня 1940)
- Генерал-лейтенант (1 липня 1942)

## Нагороди
- Орден «За військові заслуги» (Баварія) 4-го класу
- Залізний хрест 2-го і 1-го класу
- Орден «За військові заслуги» (Вюртемберг), лицарський хрест
- Орден Фрідріха (Вюртемберг), лицарський хрест 1-го класу з мечами
- Хрест «За військові заслуги» (Австро-Угорщина) 3-го класу з військовою відзнакою
- Нагрудний знак «За поранення» в чорному
- Хрест «За вислугу років» (Пруссія)
- Почесний хрест ветерана війни з мечами
- Медаль «За вислугу років у Вермахті» 4-го, 3-го, 2-го і 1-го класу (25 років)
- Застібка до Залізного хреста 2-го і 1-го класу